# Lista de Membros Correspondentes da Academia Brasileira de Ciências Empossados em 1975
Esta lista contém os nomes dos membros correspondentes da Academia Brasileira de Ciências empossados em 1975. 
| Imagem | Nome               | Datas de nascimento e falecimento | Local de nascimento | Área de especialização | Alma mater | Data de posse       | Conhecido por | Referências |
| ------ | ------------------ | --------------------------------- | ------------------- | ---------------------- | ---------- | ------------------- | ------------- | ----------- |
|        | Raymond J. Wegmann | 08 de julho de 1923               |                     | Ciências Biológicas    |            | 25 de março de 1975 |               | [ 2 ]       |